# Бебель Жілберту
Ізабель Жілберту де Олівейра (порт. Isabel Gilberto de Oliveira, народилася 12 травня 1966 року), відома як Бебел Жилберту, — бразильська співачка американського походження, яку часто асоціюють із боса-новою. Вона є донькою Жуан Жілберту та співачки Міучі. Її дядько — співак/композитор Шику Буаркі.

## Раннє життя
Жілберту народилася в Нью-Йорку в сім'ї бразильських батьків, піонера боса-нови Жуан Жілберту та співачки Міучі, які ненадовго жили в місті на момент її народження. Вона часто подорожувала з батьком, коли він записував альбоми в різних країнах; вона жила в Мексиці у віці трьох років і переїхала до Ріо-де-Жанейро у віці п'яти років. Батьки Жілберту розлучилися, коли їй було сім років, і вона проводила час між Ріо-де-Жанейро з матір'ю та Нью-Йорком з батьком. Жілберту з юності виступає в Ріо-де-Жанейро, Бразилія.
Жілберту згадує, що її дитинство було «безперервною музикою», розмірковуючи про вплив свого батька, Жілберту стверджує: «Він навчив мене бути перфекціоністом. Але моя мати навчила мене втрачати це. І ви можете почути це сьогодні в моїй музиці, я думаю». Вона познайомилася з такі популярні артисти, як Каетано Велозу, Девід Бірн і Стен Гетц, які часто відвідували дім її батька для співпраці. Вона почала співати з матір’ю в молодому віці та брала участь у професійних мюзиклах, таких як Saltimbancos і Pirlimpimpim. У віці семи років вона дебютувала в записах першого сольного альбому своєї матері, Miúcha & Antônio Carlos Jobim (1977). Через два роки вона виступала в Карнегі-Хол зі своєю матір'ю та Стеном Гетцом.

## Кар'єра
Професійний сольний дебют Жілберту відбувся в 1986 році з однойменним міні-альбомом, випущеним WEA, який включав «Preciso disse que te amo» у партнерстві з "Cazuza та Dé Palmeira", коли обидва були в гурті «Barão Vermelho». У 1991 році Жілберту переїхала на Манхеттен, де вона продовжує жити, але ділить свій час між США. і Бразилії.
Жілберту була великим другом Казузи і створила з ним кілька пісень на додаток до «Eu préciso que te amo», включаючи «Amigos de Bar», «Mais Feliz» і «Mulher sem Razão».
«Tanto Tempo», електронний альбом боса-нова, випущений у 2000 році, був популярний у клубах по всьому світу та зробив Бебель Жілберту одним із найбільш продаваних бразильських виконавців у США з 1960-х років. У своєму другому альбомі «Bebel Gilberto (2004)» вона вдосконалила своє звучання, щоб створити акустичний лаунж-стиль, який демонстрував її сильні сторони як бразильського композитора.
Жілберту записала свій четвертий студійний альбом «All in One» у Нью-Йорку, Ямайка та бразильському штаті Баїя. Він був випущений у всьому світі 29 вересня 2009 року на американському джазовому лейблі Verve і був випущений у Бразилії Universal Music. Цей альбом найменше просочений електронікою, і він виводить на передній план більше індивідуальності Гілберто та любові до органічних стилів. У «All in One» була команда досвідчених продюсерів, у тому числі Марк Ронсон (Емі Вайнгауз, Лілі Аллен), Джон Кінг (Dust Brothers, Beck), Даніель Жобім, Карліньос Браун, Діді Гутман (Brazilian Girls) і Маріо Калдато молодший (Beastie Boys, Björk). , Джек Джонсон). Жілберту також озвучувала пташку Єву в анімаційному фільмі «Ріо» (2011), який вона назвала «дивовижним».

## Дискографія

### Студійні альбоми
- Um Certo Geraldo Pereira, Funarte (with Pedrinho Rodrigues) (1983, Atração)
- De Tarde, Vendo O Mar (with Luizão Maia & Banzai) (1991)
- Tanto Tempo (2000) Ziriguiboom
- Bebel Gilberto (2004) Ziriguiboom
- Momento (2007) Ziriguiboom
- All in One (2009) Verve Records
- Tudo  (2014) Sony
- Agora (2020)

### Ремікс альбоми
- Tanto Tempo Remixes (2001) Ziriguiboom
- Tanto Tempo (Special Remix Edition) (2003) East West Records
- Bebel Gilberto Remixed (2005) Ziriguiboom